# Белая Кедва
Белая Кедва (коми Еджыд Кедва)— река в России, протекает в Республике Коми по территории Княжпогостского района и городского округа Ухта. Слиянием с Чёрной Кедвой образует реку Кедву в 47 км от её устья, являясь правой составляющей. Длина реки — 153 км, площадь водосборного бассейна — 1690 км².

## Данные водного реестра
По данным государственного водного реестра России относится к Двинско-Печорскому бассейновому округу, водохозяйственный участок реки — Печора от впадения реки Уса до водомерного поста Усть-Цильма, речной подбассейн реки — бассейны притоков Печоры ниже впадения Усы. Речной бассейн реки — Печора.
Код объекта в государственном водном реестре — 03050300112103000077162.

## Основные притоки
В реку впадает 117 притоков.
(расстояние от устья)
- 46 км — река Белый Эшмес (пр)
- 82 км — река Изъёль (лв)
- 105 км — река Димтемъёль (пр)